# Pantaloni a vita bassa

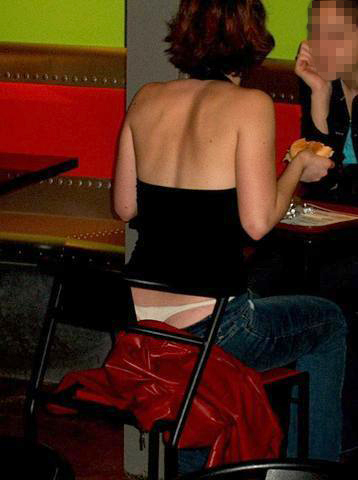
Donna con jeans a vita bassa mostrando una whale-tail, 2001.

I pantaloni a vita bassa sono dei pantaloni (principalmente jeans) che vengono indossati al di sotto dell'altezza della vita. Di solito un pantalone è ritenuto "a vita bassa" se si pone al di sotto dell'ombelico. I pantaloni a vita bassa sono stati inventati alla fine degli anni sessanta e sono ritornati di moda negli anni duemila.

## Storia
Nati alla fine degli anni sessanta, i pantaloni a vita bassa furono resi celebri da rockstar come Jimi Hendrix, Janis Joplin, Jim Morrison e Robert Plant, continuando ad essere i preferiti dalla clientela per tutti gli anni settanta. Tuttavia con l'avvento degli anni ottanta la moda cambiò, e la vita dei pantaloni divenne più alta, rimanendo immutata fino alla fine degli anni novanta.
Nel 2001, principalmente grazie al successo della cantante Britney Spears, la moda dei pantaloni a vita bassa ritornò in auge, soprattutto nella fascia di età fra i 13 ed i 24 anni. Benché la loro diffusione si sia rapidamente estesa a persone di ogni età, la fascia adolescenziale, sia maschile che femminile, è sempre il target principale dei produttori di jeans a vita bassa, con catene di negozi dedicati, come Guess, American Eagle, Hollister Co., Miss Me e Stitches. Una delle principali caratteristiche dei pantaloni a vita bassa (specie se abbinati ad un top) è lasciare in vista la parte superiore della biancheria intima.

## Questioni legali
Il legislatore Derrick Shepherd dello stato della Louisiana negli Stati Uniti, ha tentato nel 2004 di rendere illegale la moda dei pantaloni a vita bassa, e in particolar modo il fatto di rendere visibile la propria biancheria, dichiarandolo un atteggiamento irrispettoso e osceno. Gli uomini che avessero messo in mostra la propria biancheria, al di sotto dei pantaloni a vita bassa, sarebbero stati sanzionati con una multa di 500 dollari. Tuttavia la proposta di legge è stata respinta.
Un simile tentativo è stato fatto a Hampton Roads nello stato della Virginia, stabilendo una multa di 50 dollari per chiunque avesse deliberatamente mostrato la propria biancheria. Anche questa proposta è stata respinta nel febbraio 2005.

## Questioni mediche
Sulla rivista medica Canadian Medical Association Journal del 2003, il dr. Malvinder S. Parmar ha puntualizzato come il vestire pantaloni a vita bassa stretti possa causare meralgia parestesica per la continua pressione dei pantaloni. Gli effetti sono una sensazione di bruciore ed un formicolio sulla zona interessata. La condizione era stata riscontrata in tre casi di donne che avevano indossato tali pantaloni per 6-8 mesi. La condizione si era comunque risolta semplicemente smettendo di indossarli per 4-6 settimane.